# アナホリゴファーガメ
アナホリゴファーガメ（Gopherus polyphemus）は、リクガメ科ゴファーガメ属に分類されるカメ。ゴファーガメ属の模式種。

## 分布
アメリカ合衆国（アラバマ州、サウスカロライナ州南部、ジョージア州、フロリダ州、ミシシッピ州、ルイジアナ州）固有種

## 形態
最大甲長38.7cm。背甲はドーム状に盛りあがり、上から見ると細長い。背甲の色彩は黄色や明褐色。
前肢の第1指の爪から第3指の爪までの間隔は、後肢の第1趾の爪から第4趾の爪までの間隔と等しい。

## 生態
基底が砂で低木が点在する草原に生息する。長さ270-610cm、深さ140-280cmの枝分かれしない最深部がやや広い穴を掘り、生活する。地域によっては巣穴の中で夏季や冬季に休眠する。
食性は植物食で、草、果実などを食べる。
繁殖形態は卵生。繁殖期になるとオスは臭線から匂いを出しメスをおびき寄せる。5-6月に1回に5-9個の卵を産む。

## 人間との関係
開発による生息地の破壊などにより生息数が減少している。生息地では法的に保護の対象とされている。卵を採集し人工孵化させある程度育成させた個体や、飼育下繁殖させた個体を再導入する試みが進められている。
ペットとして飼育されることもあり、日本にも輸入されている。ヨーロッパで飼育下繁殖した個体のみが流通し、流通は非常にまれ。